# Zwitserland op het Eurovisiesongfestival 1976
Zwitserland nam deel aan het Eurovisiesongfestival 1976, gehouden in Den Haag, Nederland. Het was de 21ste deelname van het land.

## Selectieprocedure
De nationale finale vond plaats in het Palazzo dei Congressi in Lugano. De show werd gepresenteerd door Ezio Guidi en Mascia Cantoni. In de finale deden er negen liedjes mee en werd de winnaar gekozen door drie regionale jury's.
De uiteindelijke winnaar was Peter, Sue & Marc met het lied Djambo Djambo.

### Nationale finale
| Plaats | Artiest           | Lied                          | Punten |
| ------ | ----------------- | ----------------------------- | ------ |
| 1      | Peter, Sue & Marc | Djambo Djambo                 | 40     |
| 2      | Georgia Gibson    | Des lendemains                | 33     |
| 3      | Michel Guex       | Musique dans les cours        | 31     |
| 4      | Henri Dès         | C'est pour la vie             | 28     |
| 4      | Marisa Frigerio   | Con un sorriso                | 28     |
| 6      | Georgia Gibson    | Oui, c'est bien fait pour moi | 26     |
| 7      | Anita Traversi    | La giostra gira               | 19     |
| 8      | Groupe Osmose     | Polo                          | 13     |
| 9      | Anita Traversi    | Arrivederci                   | 7      |

## In Den Haag
Zwitserland moest als tweede aantreden op het festival, net na Verenigd Koninkrijk en voor Duitsland. Op het einde van de puntentelling bleek dat ze 91 punten hadden verzameld, goed voor een vierde plaats.

### Gekregen punten

#### Finale
| 12 punten             | 10 punten                  | 8 punten     | 7 punten                                    | 6 punten                |
| --------------------- | -------------------------- | ------------ | ------------------------------------------- | ----------------------- |
| - Verenigd Koninkrijk | - Noorwegen                | - Oostenrijk | - België - Finland - Joegoslavië - Portugal | - Frankrijk - Nederland |
| 5 punten              | 4 punten                   | 3 punten     | 2 punten                                    | 1 punt                  |
| - Duitsland           | - Israël - Monaco - Spanje |              | - Griekenland                               | - Ierland - Luxemburg   |

### Punten gegeven door Zwitserland

#### Finale
Punten gegeven in de finale:
| 12 punten | Verenigd Koninkrijk |
| 10 punten | Frankrijk           |
| 8 punten  | Italië              |
| 7 punten  | Israël              |
| 6 punten  | België              |
| 5 punten  | Monaco              |
| 4 punten  | Nederland           |
| 3 punten  | Oostenrijk          |
| 2 punten  | Duitsland           |
| 1 punt    | Joegoslavië         |

1956 · 1957 · 1958 · 1959 · 1960 · 1961 · 1962 · 1963 · 1964 · 1965 · 1966 · 1967 · 1968 · 1969 · 1970 · 1971 · 1972 · 1973 · 1974 · 1975 · 1976 · 1977 · 1978 · 1979 · 1980 · 1981 · 1982 · 1983 · 1984 · 1985 · 1986 · 1987 · 1988 · 1989 · 1990 · 1991 · 1992 · 1993 · 1994 · 1995 · 1996 · 1997 · 1998 · 1999 · 2000 · 2001 · 2002 · 2003 · 2004 · 2005 · 2006 · 2007 · 2008 · 2009 · 2010 · 2011 · 2012 · 2013 · 2014 · 2015 · 2016 · 2017 · 2018 · 2019 · 2020 · 2021 · 2022 · 2023 · 2024 · 2025
België · Duitsland · Finland · Frankrijk · Griekenland · Ierland · Israël · Italië · Joegoslavië · Luxemburg · Monaco · Nederland · Noorwegen · Oostenrijk · Portugal · Spanje · Verenigd Koninkrijk · Zwitserland